# STS-70
إس تي إس-70 (بالإنجليزية: STS-70)‏ الرحلة السبعون ضمن برنامج مكوك الفضاء لوكالة ناسا، والرحلة الحادية والعشرون على متن مكوك الفضاء ديسكفري، انطلقت الرحلة في 13 يوليو 1995 من مركز كينيدي للفضاء ، وهبطت بتاريخ 22 يوليو في مركز كينيدي للفضاء أيضاً، بعد تسعة أيام مكثتها الرحلة في الفضاء، كانت هذه أول رحلة يتم التحكم والسيطرة بها وإدارتها من مركز مراقبة جونسون للفضاء في فلوريدا، بلغ عدد الرواد المشاركين في الرحلة خمسة رواد.